# Lijst van Belgische winnaars van een Golden Globe
Deze lijst bevat Belgische winnaars of winnaars met een Belgisch aandeel.
De Golden Globe is na de Oscars waarschijnlijk de meest prestigieuze filmprijs van de Verenigde Staten van Amerika.
Er worden Golden Globes uitgereikt voor verschillende categorieën binnen film, televisieprogramma's en musicals.

## Beste buitenlandse film
Sinds 1950
- 1995 : Farinelli van Gérard Corbiau
- 1998 : Ma vie en Rose (My Life in Pink) van Alain Berliner

## Beste Filmmuziek
Sinds 1948
- 2005: Howard Shore, van de film The Aviator, opgenomen door Brussels Philharmonic.
- 2012: Ludovic Bource, van de film The Artist, opgenomen door het Brussels Philharmonic, Brussels Jazz Orchestra en Jef Neve[1]